# Inmigración en Guipúzcoa durante el siglo XX

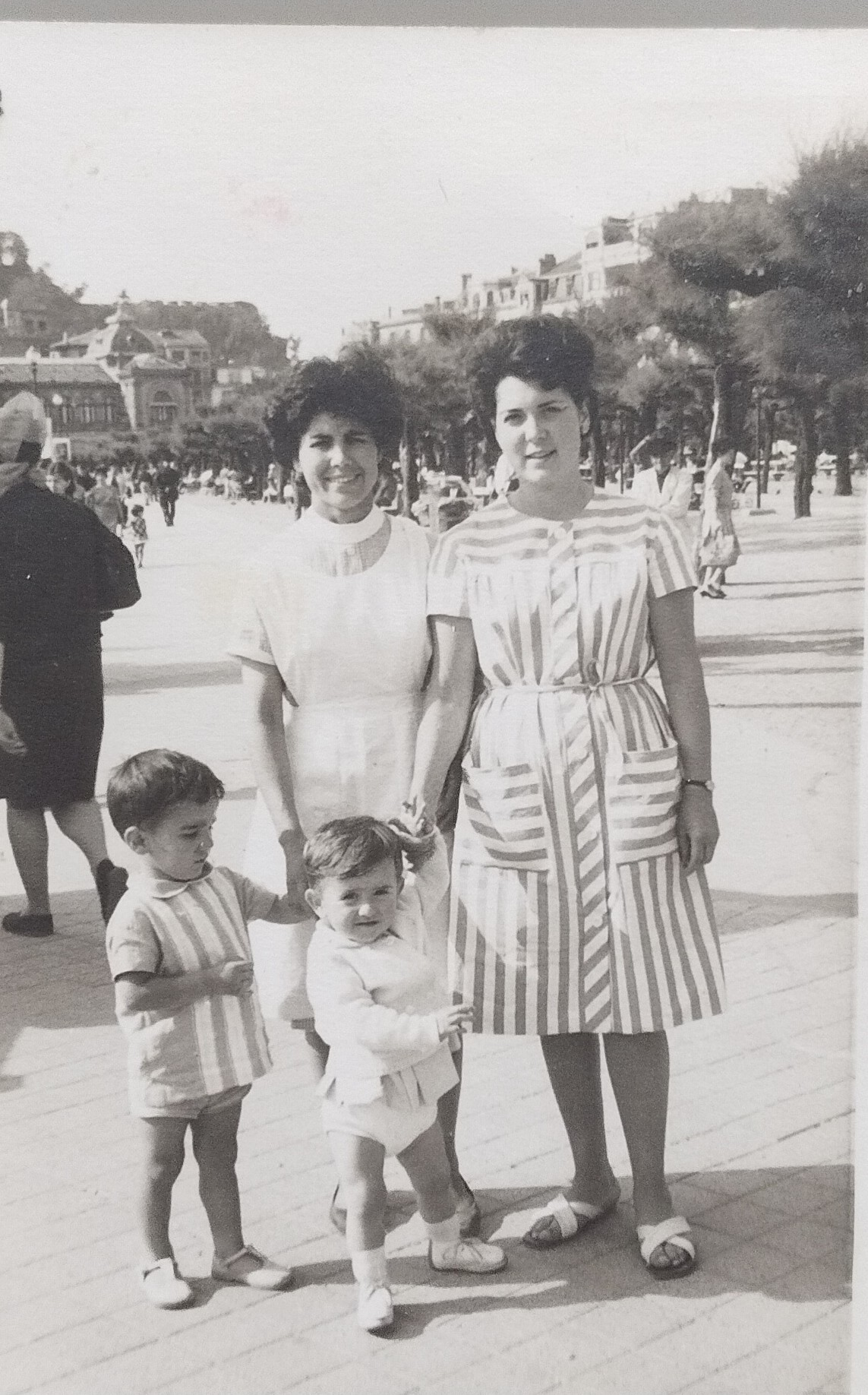
Emigrantes en el servicio doméstico. San Sebastián 1959.

La inmigración en Guipúzcoa durante el siglo XX fue un fenómeno social estrechamente ligado al proceso de industrialización de la provincia. En 1970, aproximadamente el 36 % de la población guipuzcoana había nacido en otras provincias españolas.
Entre las décadas de 1950 y 1970, la expansión de la industria guipuzcoana generó una elevada demanda de mano de obra que no era cubierta con la población local, lo que atrajo a miles de trabajadores procedentes de regiones desfavorecidas españolas. Las principales zonas de origen fueron, en orden de importancia, Castilla y León, Extremadura, Galicia y Andalucía.
Este flujo migratorio provocó cambios significativos en la demografía de la provincia, así como en su estructura económica y social, contribuyendo al desarrollo industrial y a la configuración de la sociedad guipuzcoana contemporánea.

## Descripción
Hubo dos fases en el fenómeno migratorio en Guipúzcoa: una inmigración temprana anterior a la guerra civil y una más tardía entre 1950 y 1975.

#### Entre  1900 y 1950
La inmigración en Guipúzcoa en la primera mitad del siglo XX estuvo marcada por el proceso de industrialización temprana, el desarrollo de los centros urbanos  y los efectos de los conflictos bélicos, especialmente la Guerra Civil Española.
La I Guerra Mundial (1914‑1918) supuso un impulso temporal a la industria local debido a la neutralidad española, mientras que la crisis de 1929 ralentizó el flujo migratorio.
Hubo varios focos receptivos de emigrantes en éste periodo:
El Bajo Deba (Éibar, Elgoibar) y el Goierri (Beasain, Ordizia), destacando la metalurgia, la armería y la construcción de maquinaria.
La costa se desarrolló en torno a los puertos de Pasaia, San Sebastián e Irún, atrayendo mano de obra para actividades pesqueras, portuarias y ferroviarias.
La mayor parte de los inmigrantes provenían de provincias cercanas, como: Navarra, Burgos, La Rioja o Cantabria.

#### Entre 1950 y 1975
La inmigración en Guipúzcoa en éste periodo  estuvo marcada por la expansión industrial del País Vasco, la recuperación económica del franquismo y la segunda gran ola migratoria interna en España.
Según datos del Instituto Vasco de Estadística (Eustat), entre 1950 y 1975 Guipúzcoa pasó de tener aproximadamente 374 040 habitantes en 1950 a 682 517 en 1975, lo que representa un crecimiento del 82 % en 25 años . De ese incremento, cerca de 160 000 personas correspondieron al saldo migratorio neto positivo, especialmente durante las décadas de los cincuenta y sesenta, cuando la aportación migratoria representó entre el 47 % y el 42 % del crecimiento total de la población.
Dicho de otro modo: en 1910 solo el 16% de la población de Guipúzcoa había nacido en otra provincia española y en 1970 el porcentaje era del 36%.
La franja de edad mayoritaria   tenía entre 15 y 34 años buscando empleo los hombres en la industria, la construcción o servicios emergentes y las mujeres en el servicio doméstico, éstas últimas con unas condiciones de trabajo bastante precarias.
En éste periodo, Guipúzcoa lideraba el desarrollo social y alcanzaba la renta per cápita más elevada de España, para lo que la contribución de la inmigración fue decisiva.
La migración generó contrastes culturales y en ocasiones tensiones sociales al sufrir en ocasiones cierta discriminación como la utilización del término "maqueto" que se refería a los emigrantes. Con el paso de los años, su influencia configuró en gran medida   la identidad guipuzcoana  urbana.
Su presencia  condujo a la creación de nuevos barrios obreros en casi todos los municipios importantes y a la creación de  asociaciones culturales y centros regionales, como las casas andaluzas, gallegas y extremeñas.
Hacia 1975 varios hechos terminaron el ciclo migratorio del siglo XX:  La crisis industrial que comenzó a gestarse a mediados de los años 70 y el fin del franquismo (1975), que abrió un nuevo escenario político y social.
Desde mediados de los setenta, la crisis económica y el envejecimiento de parte de la población inmigrante provocaron un viraje: el saldo migratorio en Guipúzcoa pasó a ser negativo entre 1976 y 1985 al desaparecer el flujo de inmigrantes y al retornar a sus tierras de origen un buen número de ellos.

## Legado
El fenómeno migratorio en Guipúzcoa, especialmente entre 1950 y 1975, tuvo un impacto significativo en la configuración sociológica y económica de la provincia. La llegada de población procedente de distintas regiones de España diversificó la composición demográfica y dio lugar a un mestizaje cultural que integró las tradiciones locales con las aportaciones culturales de los nuevos residentes.
Este proceso sentó las bases de la Guipúzcoa contemporánea, en la que la memoria de la inmigración forma parte de la identidad colectiva, si bien ha recibido un reconocimiento público limitado.